# 314 Rosalia
Rosalia (asteroide 314) é um asteroide da cintura principal com um diâmetro de 59,65 quilómetros, a 2,5769143 UA. Possui uma excentricidade de 0,1816719 e um período orbital de 2 041,04 dias (5,59 anos).
Rosalia tem uma velocidade orbital média de 16,78442548 km/s e uma inclinação de 12,56678º.
Esse asteroide foi descoberto em 1 de Setembro de 1891 por Auguste Charlois.